# Preaek Ta Meak
Preaek Ta Meak es una comuna (khum) del distrito de Khsach Kandal, en la provincia de Kandal, Camboya. En marzo de 2008 tenía una población estimada de 11 182 habitantes.
Se encuentra ubicada al sur del país, en la llanura central camboyana, a escasa distancia del río Mekong, de Nom Pen —la capital del país— y de la frontera con Vietnam.